# جامعة سانت كليمنتس العالمية
جامعة سانت كلمنتس (بالإنجليزية: St. Clements University)‏ جامعه مرخصة في جزر تركس وكايكوس وتتبع للتاج البريطاني هي جامعة عالمية تعتمد على نظام التعليم المفتوح والدراسة عن بعد والتعليم الاليكتروني، معترف بها في بعض دول العالم. ومعترف بها في اليونسكو والاتحاد الاوربي، ولها عدة اتفاقايات توأمة مع أغلب الجامعات العالمية.

## التأسيس
انشأت الجامعة في عام 1995 في جزر تركس وكايكوس في المحيط الهندي التابعة للتاج البريطاني ولها مقر إداري في مدينة ادليد في أستراليا.

## المكاتب
تعتمد الجامعة على احدث الاساليب الأكاديمية في دراستها، واحدث الكتب المنهجية، وللجامعة مكاتب في بعض الدول العربية ويقع المركز الإقليمي العربي للتنسيق الإداري والتقويم الأكاديمي في المملكة الأردنية الهاشمية.

## صفحات ذات صلة
- جزر توركس وكايكوس
- جامعة سانت أندروز
- جامعة أيلز أنترنشينال
- جامعة إيست أنجليا

## وصلات خارجية
- الموقع الرسمي البريطاني للجامعة
- الموقع الرسمي العربي للجامعة

1. 1 2  مُعرِّف قاعدة بيانات البحث العالمية (GRID): grid.472376.3.
2. ↑  "صفحة جزر توركس وكايكوس في GeoNames ID". GeoNames 28 سبتمبر 2016.